# Riacho dos Cavalos
Riacho dos Cavalos é um município brasileiro no estado da Paraíba. Estima-se uma população de 9 646 em 2018. Sendo a população urbana 6 206 e rural 3 440 habitantes. O município está localizado na Região Geográfica Imediata de Catolé do Rocha-São Bento.

## História
Elevado a categoria de distrito de Catolé do Rocha em 1943, e à categoria de cidade em 28 de dezembro de 1961.

## Geografia
De acordo com o IBGE (Instituto Brasileiro de Geografia e Estatística), no ano de 2010 sua população era estimada em 8.314 habitantes. Já em 2017, a estimativa é que o município ultrapasse 9 mil habitantes.  Área territorial de 264 km².
O município está incluído na área geográfica de abrangência do semiárido brasileiro, definida pelo Ministério da Integração Nacional em 2005.  Esta delimitação tem como critérios o índice pluviométrico, o índice de aridez e o risco de seca.

### Limites
Ao norte com Catolé do Rocha, ao oeste com Jericó, ao sul com Mato Grosso e Paulista e a leste São Bento.

### Hidrografia

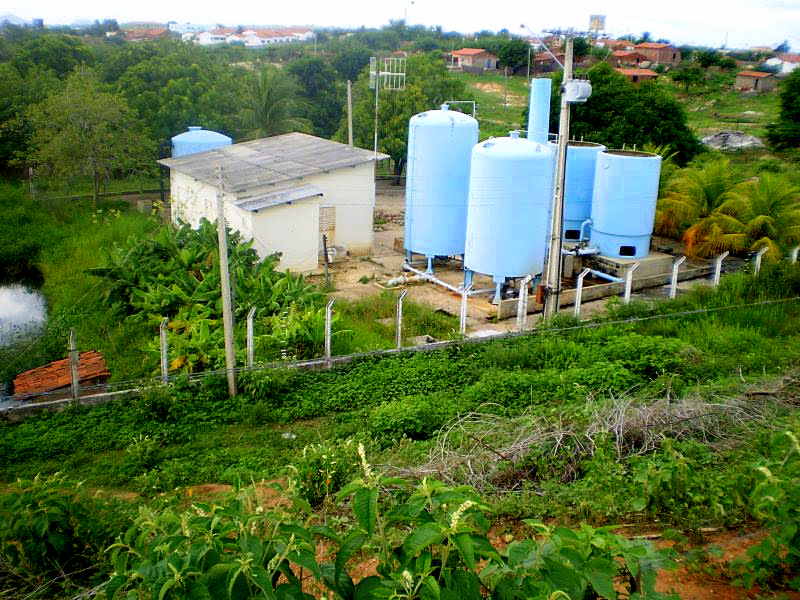
Máquinas da CAGEPA que fazem o tratamento da água da cidade

Riacho dos Cavalos é banhado pelo rio Piranhas e possui um açude público construído em 1932, com capacidade de 17 600 milhões de m3.

### Clima
Dados do Departamento de Ciências Atmosféricas, da Universidade Federal de Campina Grande, mostram que Riacho dos Cavalos apresenta um clima com média pluviométrica anual de 881,8 mm e temperatura média anual de 26,6 °C.
| Dados climatológicos para Riacho dos Cavalos, sítio Jenipapeiro dos Carreiros | Dados climatológicos para Riacho dos Cavalos, sítio Jenipapeiro dos Carreiros | Dados climatológicos para Riacho dos Cavalos, sítio Jenipapeiro dos Carreiros | Dados climatológicos para Riacho dos Cavalos, sítio Jenipapeiro dos Carreiros | Dados climatológicos para Riacho dos Cavalos, sítio Jenipapeiro dos Carreiros | Dados climatológicos para Riacho dos Cavalos, sítio Jenipapeiro dos Carreiros | Dados climatológicos para Riacho dos Cavalos, sítio Jenipapeiro dos Carreiros | Dados climatológicos para Riacho dos Cavalos, sítio Jenipapeiro dos Carreiros | Dados climatológicos para Riacho dos Cavalos, sítio Jenipapeiro dos Carreiros | Dados climatológicos para Riacho dos Cavalos, sítio Jenipapeiro dos Carreiros | Dados climatológicos para Riacho dos Cavalos, sítio Jenipapeiro dos Carreiros | Dados climatológicos para Riacho dos Cavalos, sítio Jenipapeiro dos Carreiros | Dados climatológicos para Riacho dos Cavalos, sítio Jenipapeiro dos Carreiros | Dados climatológicos para Riacho dos Cavalos, sítio Jenipapeiro dos Carreiros |
| Mês                                                                           | Jan                                                                           | Fev                                                                           | Mar                                                                           | Abr                                                                           | Mai                                                                           | Jun                                                                           | Jul                                                                           | Ago                                                                           | Set                                                                           | Out                                                                           | Nov                                                                           | Dez                                                                           | Ano                                                                           |
| ----------------------------------------------------------------------------- | ----------------------------------------------------------------------------- | ----------------------------------------------------------------------------- | ----------------------------------------------------------------------------- | ----------------------------------------------------------------------------- | ----------------------------------------------------------------------------- | ----------------------------------------------------------------------------- | ----------------------------------------------------------------------------- | ----------------------------------------------------------------------------- | ----------------------------------------------------------------------------- | ----------------------------------------------------------------------------- | ----------------------------------------------------------------------------- | ----------------------------------------------------------------------------- | ----------------------------------------------------------------------------- |
| Temperatura máxima média (°C)                                                 | 34,0                                                                          | 33,1                                                                          | 32,2                                                                          | 31,9                                                                          | 31,4                                                                          | 30,9                                                                          | 31,2                                                                          | 32,5                                                                          | 33,7                                                                          | 34,7                                                                          | 34,9                                                                          | 34,7                                                                          | 32,9                                                                          |
| Temperatura média (°C)                                                        | 27,7                                                                          | 27,0                                                                          | 26,5                                                                          | 26,3                                                                          | 25,9                                                                          | 25,2                                                                          | 25,2                                                                          | 25,8                                                                          | 26,8                                                                          | 27,5                                                                          | 27,8                                                                          | 28,0                                                                          | 26,6                                                                          |
| Temperatura mínima média (°C)                                                 | 22,3                                                                          | 22,1                                                                          | 21,9                                                                          | 21,6                                                                          | 21,1                                                                          | 20,1                                                                          | 19,5                                                                          | 19,5                                                                          | 20,5                                                                          | 21,2                                                                          | 21,7                                                                          | 22,2                                                                          | 21,1                                                                          |
| Chuva (mm)                                                                    | 66,4                                                                          | 172,8                                                                         | 215,0                                                                         | 199,9                                                                         | 99,6                                                                          | 47,6                                                                          | 19,8                                                                          | 7,1                                                                           | 4,7                                                                           | 2,3                                                                           | 5,5                                                                           | 28,8                                                                          | 881,8                                                                         |
| Fonte: Departamento de Ciências Atmosféricas.                                 |                                                                               |                                                                               |                                                                               |                                                                               |                                                                               |                                                                               |                                                                               |                                                                               |                                                                               |                                                                               |                                                                               |                                                                               |                                                                               |

Obter ajuda sobre edição